# Thiazzi (satelit)
Thiazzi (Saturn LXIII), cunoscut provizoriu ca S/2004 S 33, este un satelit natural al lui Saturn. Descoperirea sa a fost anunțată de Scott S. Sheppard⁠(d), David C. Jewitt⁠(d) și Jan Kleyna⁠(d) pe 8 octombrie 2019 din observații efectuate între 12 decembrie 2004 și 22 martie 2007.  Și-a primit denumirea permanentă în august 2021. Pe 24 august 2022, a fost numit oficial după Þjazi, un jötunn din mitologia nordică.  Este un fiu al lui Alvaldi și a răpit-o pe zeița Iðunn, care a păzit merele zeilor.
Thiazzi are aproximativ 4 kilometri în diametru și orbitează în jurul lui Saturn la o distanță medie de 24,168 Gm în 1403,18 zile, la o înclinație de 160° față de ecliptică, în sens retrograd și cu o excentricitate de 0,399. 